# Trinity
„Trinity“ е български игрален филм от 2001 година.

## Състав
Не е налична информация за актьорския състав.